# Campionati del mondo di mezza maratona 2001
I Campionati del mondo di mezza maratona 2001 (10ª edizione) si sono svolti il 7 ottobre a Bristol, nel Regno Unito. Vi hanno preso parte 202 atleti (di cui 125 uomini e 75 donne) in rappresentanza di 52 nazioni.

## Gara maschile

### Individuale
| Posizione | Atleta                 | Nazionalità | Tempo     |
| --------- | ---------------------- | ----------- | --------- |
| Oro       | Haile Gebrselassie     | Etiopia     | 1h00'03"  |
| Argento   | Tesfaye Jifar          | Etiopia     | 1h00'04 " |
| Bronzo    | John Yuda Msuri        | Tanzania    | 1h00'12"  |
| 4º        | Hendrick Ramaala       | Sudafrica   | 1h00'15"  |
| 5º        | Tesfaye Tola           | Etiopia     | 1h00'24"  |
| 6º        | Evans Rutto            | Kenya       | 1h00'43"  |
| 7º        | Peter Chebet           | Kenya       | 1h00'56"  |
| 8º        | Christopher Cheboiboch | Kenya       | 1h01'14"  |
| 9º        | Jaouad Gharib          | Marocco     | 1h01'41"  |
| 10º       | Khalid Skah            | Marocco     | 1h01'41"  |
| 11º       | Salah Hissou           | Marocco     | 1h01'56"  |
| 12º       | Phaustin Baha Sulle    | Tanzania    | 1h02'15"  |
| 13º       | John Gwako             | Kenya       | 1h02'15"  |
| 14º       | Abner Chipu            | Sudafrica   | 1h02'18"  |
| 15º       | Mostafa Errebbah       | Italia      | 1h02'19"  |

### A squadre
| Posizione | Squadra   | Atleti                                           | Tempo    |
| --------- | --------- | ------------------------------------------------ | -------- |
| Oro       | Etiopia   | Haile Gebrselassie Tesfaye Jifar Tesfaye Tola    | 3h00'31" |
| Argento   | Kenya     | Evans Rutto Peter Chebet Christopher Cheboiboch  | 3h02'53" |
| Bronzo    | Tanzania  | John Yuda Msuri Phaustin Baha Sulle Benedict Ako | 3h05'08" |
| 4º        | Marocco   | Jaouad Gharib Khalid Skah Salah Hissou           | 3h05'18" |
| 5º        | Sudafrica | Hendrick Ramaala Abner Chipu George Mofokeng     | 3h05'30" |

## Gara femminile

### Individuale
| Posizione | Atleta              | Nazionalità | Tempo    |
| --------- | ------------------- | ----------- | -------- |
| Oro       | Paula Radcliffe     | Regno Unito | 1h06'47" |
| Argento   | Susan Chepkemei     | Kenya       | 1h07'36" |
| Bronzo    | Berhane Adere       | Etiopia     | 1h08'17" |
| 4ª        | Mizuki Noguchi      | Giappone    | 1h08'23" |
| 5ª        | Jeļena Prokopčuka   | Lettonia    | 1h08'43" |
| 6ª        | Elana Meyer         | Sudafrica   | 1h08'56" |
| 7ª        | Olivera Jevtić      | Jugoslavia  | 1h09'51" |
| 8ª        | Isabella Ochichi    | Kenya       | 1h10'01" |
| 9ª        | Yasuyo Iwamoto      | Giappone    | 1h10'06" |
| 10ª       | Mihaela Botezan     | Romania     | 1h10'11" |
| 11ª       | Nuța Olaru          | Romania     | 1h10'27" |
| 12ª       | Caroline Kwambai    | Kenya       | 1h10'27" |
| 13ª       | Lyudmila Biktasheva | Russia      | 1h10'31" |
| 14ª       | Aurica Buia         | Romania     | 1h10'40" |
| 15ª       | Restituta Joseph    | Tanzania    | 1h10'43" |

### A squadre
| Posizione | Squadra     | Atleti                                            | Tempo    |
| --------- | ----------- | ------------------------------------------------- | -------- |
| Oro       | Kenya       | Susan Chepkemei Isabella Ochichi Caroline Kwambai | 3h28'04" |
| Argento   | Giappone    | Mizuki Noguchi Yasuyo Iwamoto Takako Kotorida     | 3h30'08" |
| Bronzo    | Etiopia     | Berhane Adere Meseret Kotu Teyba Erkesso          | 3h30'20" |
| 4ª        | Regno Unito | Paula Radcliffe Liz Yelling Annie Emmerson        | 3h31'16" |
| 5ª        | Romania     | Mihaela Botezan Nuța Olaru Aurica Buia            | 3h31'18" |

## Medagliere
| Posizione | Paese       | Oro | Argento | Bronzo | Totale |
| --------- | ----------- | --- | ------- | ------ | ------ |
| 1         | Etiopia     | 2   | 1       | 2      | 5      |
| 2         | Kenya       | 1   | 2       | 0      | 3      |
| 3         | Regno Unito | 1   | 0       | 0      | 1      |
| 4         | Giappone    | 0   | 1       | 0      | 1      |
| 5         | Tanzania    | 0   | 0       | 2      | 2      |
| Totale    | Totale      | 4   | 4       | 4      | 12     |